# 旅の仲間 (ノルウェー民話)
『旅の仲間』（たびのなかま、ノルウェー語: Følgesvennen、英語: Companion）もしくは『道連れ』（みちづれ）は、ペテル・クリスティン・アスビョルンセンとヨルゲン・モーによる『ノルウェー民話集』（1841年 - 1844年）に収録された、ノルウェーの民話である。
物語は、自身の理想の王女を捜し始めた若者を追いかけていく。旅の途中で若者は、教会の前で氷塊に入れられた罪人を見つける。彼をキリスト教徒らしく埋葬してやりたいと、若者は持ち金のほとんどを使って罪人を引き取り、葬儀をする。やや過ぎてから、若者は不可思議な人物に出会う。半ば強引に旅の仲間となったその男性は、旅の間ずっと道案内をし、若者が王女を獲得するために切り抜けねばならない数々の困難を通じて彼を助けた。やがてたどり着いた城には、まさに若者が望んでいた王女がいた。王女からは3つの難題を与えられたものの、男性の助けによって解決していき、王女がまとっていたトロールの呪いの皮膚も取り除くことができた。若者と王女は運びきれないほどの持参金を持って帰郷するが、途中で男性はそれ以上同行できなくなり若者から離れていった。しかしその時交わした約束によって、5年後、男性は再び現れて若者から財産の半分を受け取った。若者が自分の子供も半分にして渡そうとすると、男性は若者を止め、かつて自分が氷塊に閉じ込められていたのを助けてもらったのが嬉しかった、魂となった自分は1年間一緒に旅をする許可を得ていた、と語る。物語は、男性の魂を迎える天国の鐘の音を読者に伝えて終わる。
セカンドライフのあるシミュレーターはこの話に基づいている。